# Antigonon

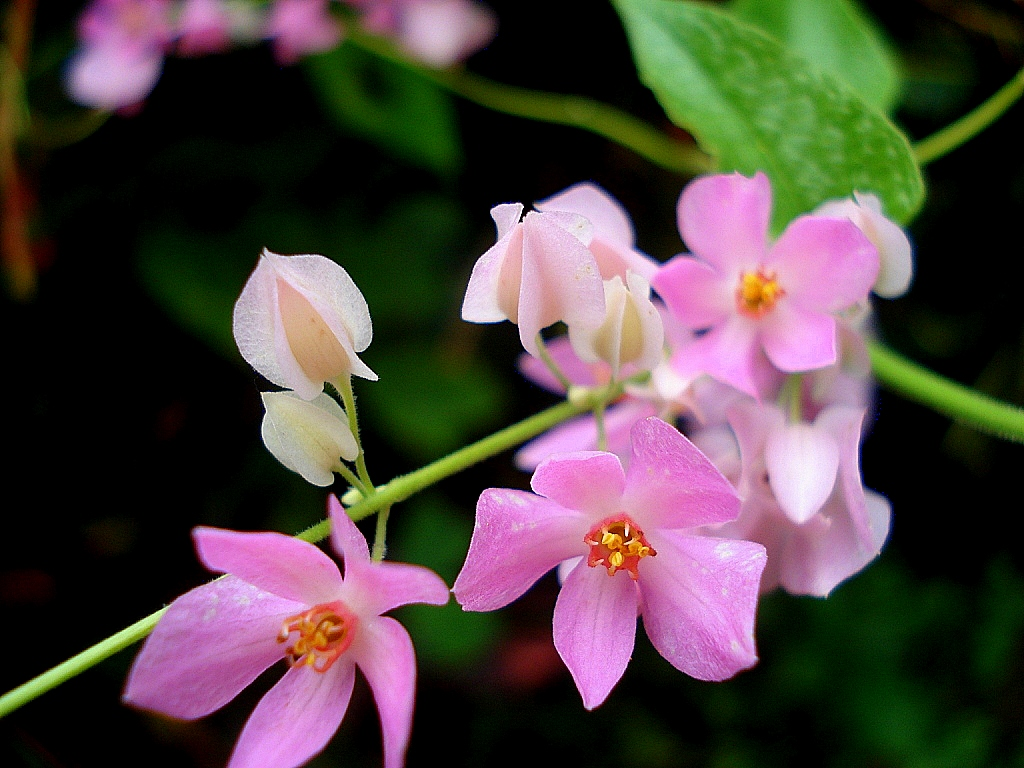
Květy antigononu mexického

Antigonon (Antigonon) je rod rostlin z čeledi rdesnovité. Jsou to popínavé úponkaté byliny až polokeře s podzemními hlízami a jednoduchými střídavými listy. Květy jsou obvykle růžové nebo purpurové, pětičetné, plodem je nažka. Rod zahrnuje 3 až 8 druhů a je rozšířen v Mexiku a Střední Americe. Antigonon mexický je v tropech a subtropech pěstován jako okrasná rostlina.

## Popis
Antigonony jsou popínavé byliny až polokeře s podzemními kořenovými hlízami, šplhající pomocí ovíjivých stonků a úponků. Úponky jsou úžlabní i vrcholové, zakončující květenství. Listy jsou vytrvalé nebo opadavé, jednoduché, střídavé, řapíkaté, s celokrajnou nebo na okraji zvlněnou čepelí. Čepel je široce vejčitá, trojúhelníkovitá nebo uťatá. Botka je obvykle opadavá, papírovitá. Květy jsou oboupohlavné, uspořádané ve svazečcích skládajících vrcholové a úžlabní hrozny. Květenství jsou často nahloučená na vrcholech lodyh. Okvětí je růžové až purpurové (některé formy mají květy bílé či nažloutlé), nerozlišené, zvonkovité, složené z 5 korunovitých, na bázi srostlých okvětních lístků. Vnější 3 lístky jsou širší než 2 vnitřní. Okvětí je vytrvalé a za plodu se zvětšuje. Tyčinek je nejčastěji 8, nitky jsou asi do poloviny srostlé v trubičku. Prašníky jsou žluté nebo načervenalé. Čnělky jsou 3 a jsou volné, prohnuté, zakončené ledvinovitě hlavatými bliznami. Nažky jsou hnědé, bezkřídlé, obalené vytrvalým okvětím.

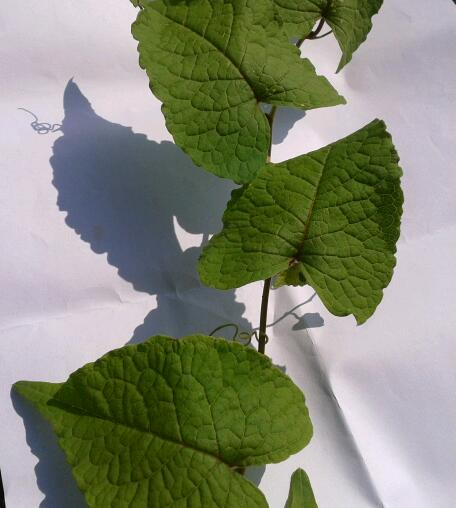
Listy antigononu mexického
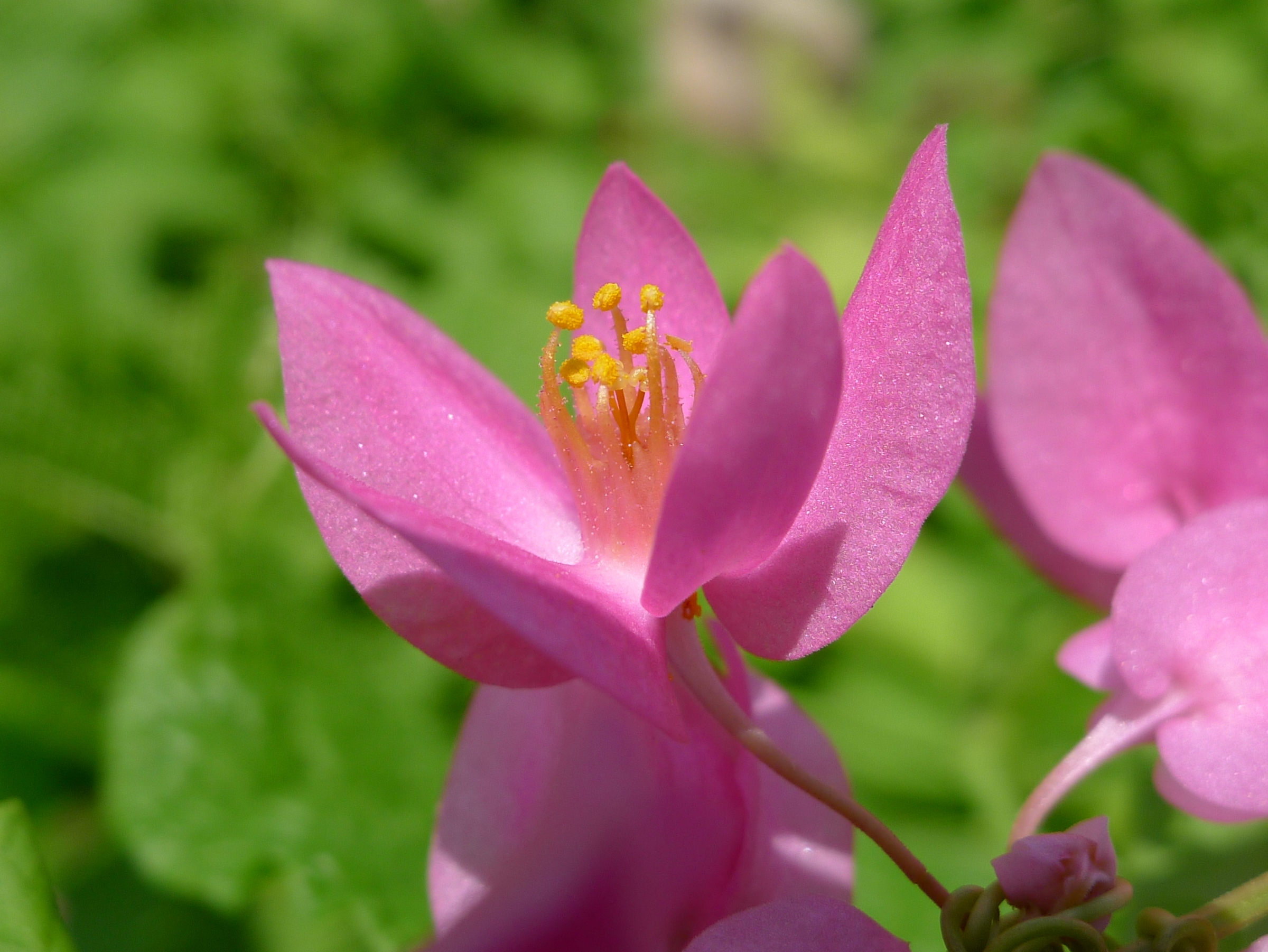
Detail květu antigononu mexického
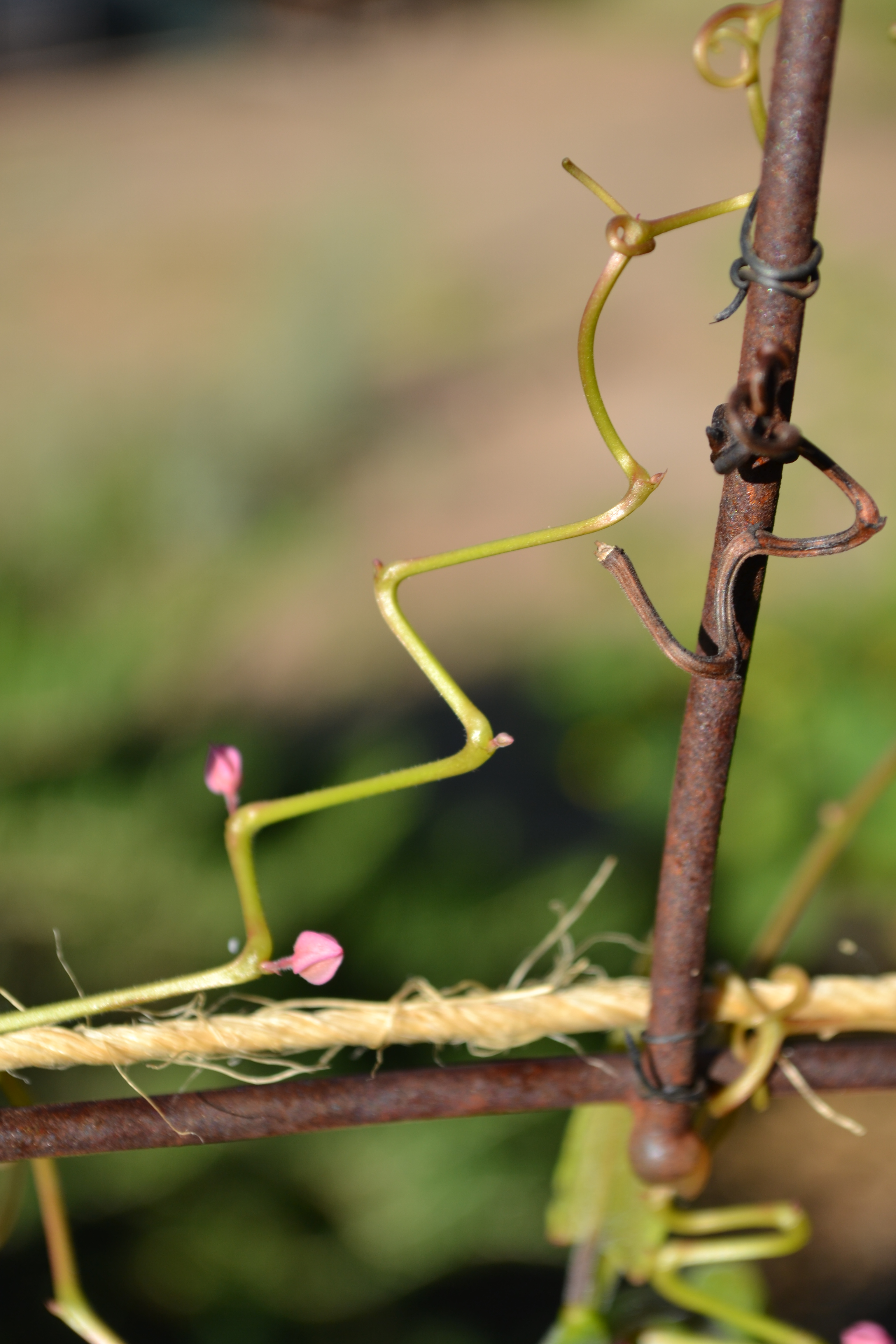
Úponek antigononu mexického s poupaty

## Rozšíření
Rod zahrnuje (v závislosti na taxonomickém pojetí) 3 až 8 druhů. Je přirozeně rozšířen v Mexiku a Střední Americe. Antigonon mexický pochází z Mexika, vlivem pěstování však zdomácněl i v jiných částech tropů, zejména v Karibiku, Jižní Americe, Asii a Africe.

## Taxonomie
Rod Antigonon je v rámci čeledi rdesnovité řazen do podčeledi Eriogonoideae. Rod čeká na revizi a jednotlivé druhy jsou nedostatečně definované, s čímž souvisí i rozdílný počet udávaných druhů v různých zdrojích (od 3 až do 8).

## Zástupci
- antigonon mexický (Antigonon leptopus)

## Význam
Antigonon mexický je pěstován v tropech celého světa jako okrasná rostlina. Kvete téměř po celý rok. Byly vyšlechtěny i okrasné kultivary, např. bělokvětý cv. 'Album'. Řidčeji se pěstuje i podobný druh A. guatemalense.

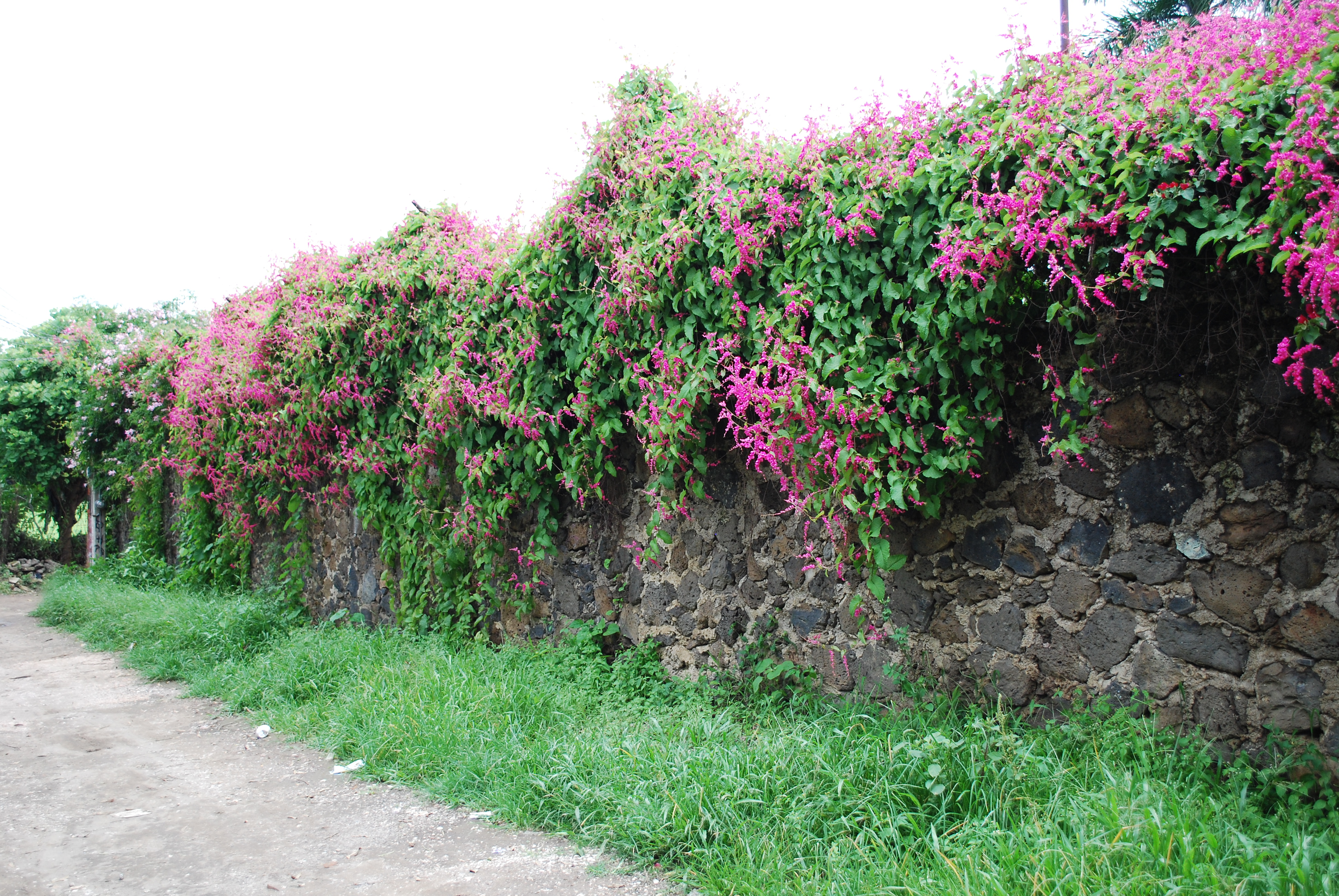
Zeď ověnčená antigononem mexickým
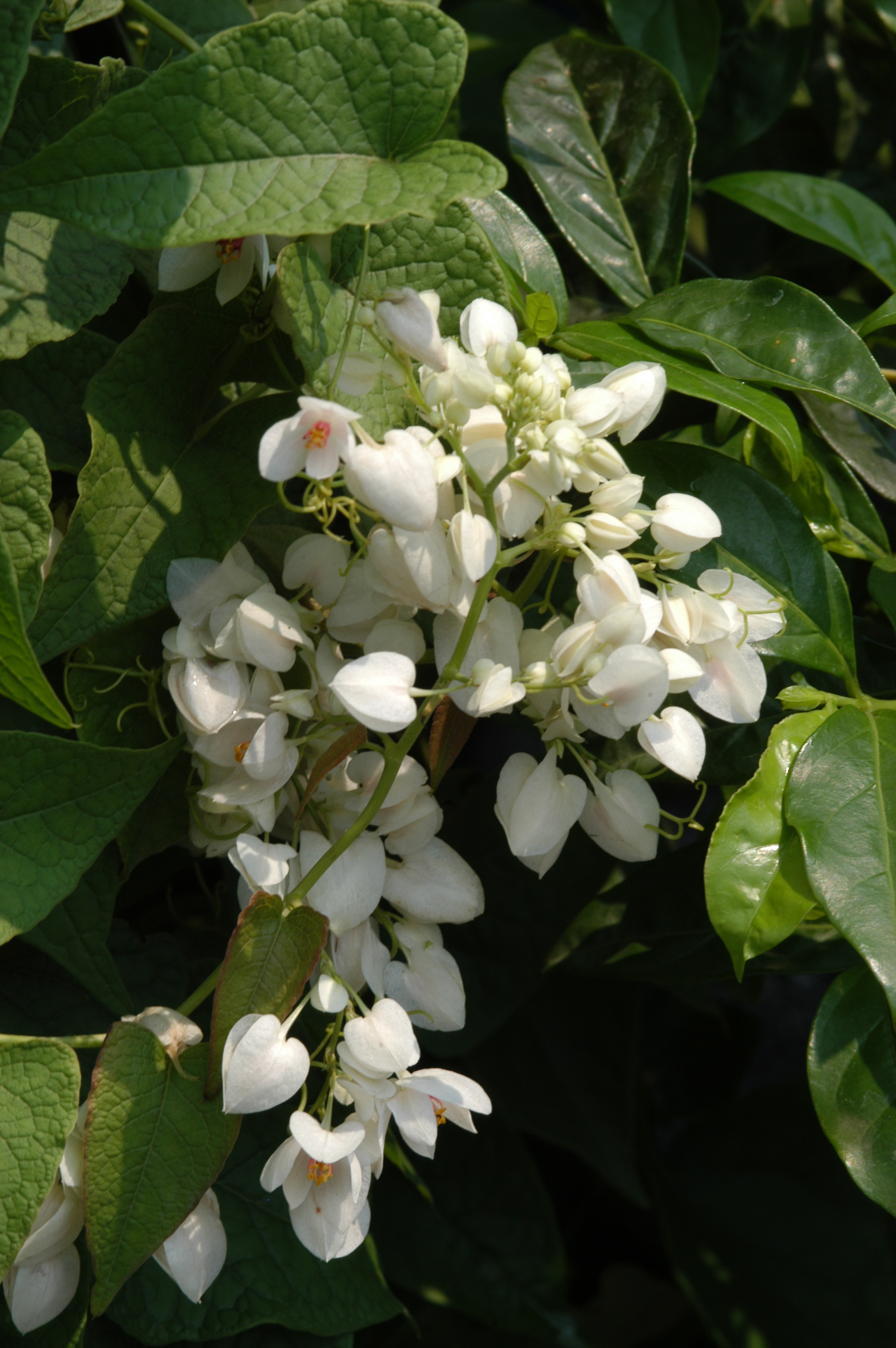
Bělokvětý kultivar antigononu mexického